# Saint Michel terrassant le démon (Lieferinxe)
Pour les articles homonymes, voir Saint Michel terrassant le démon.
Saint Michel terrassant le démon est un tableau réalisé par le peintre français Josse Lieferinxe au XVe siècle. De format vertical, ce panneau en bois de noyer est le volet d'un polyptyque démembré, au verso duquel se trouve une Annonciation. Il s'agit d'une peinture chrétienne qui représente devant un fond vert la victoire sur le démon de l'archange Michel. Ses ailes blanches déployées, ce dernier est figuré alors qu'il s'apprête à porter un ultime coup d'épée à Satan, qu'il piétine en tenant par ailleurs une oriflamme, ainsi que la balance de la Justice. Achetée en 1836 par l'Institut Calvet, l'œuvre est conservée au musée du Petit Palais, à Avignon.

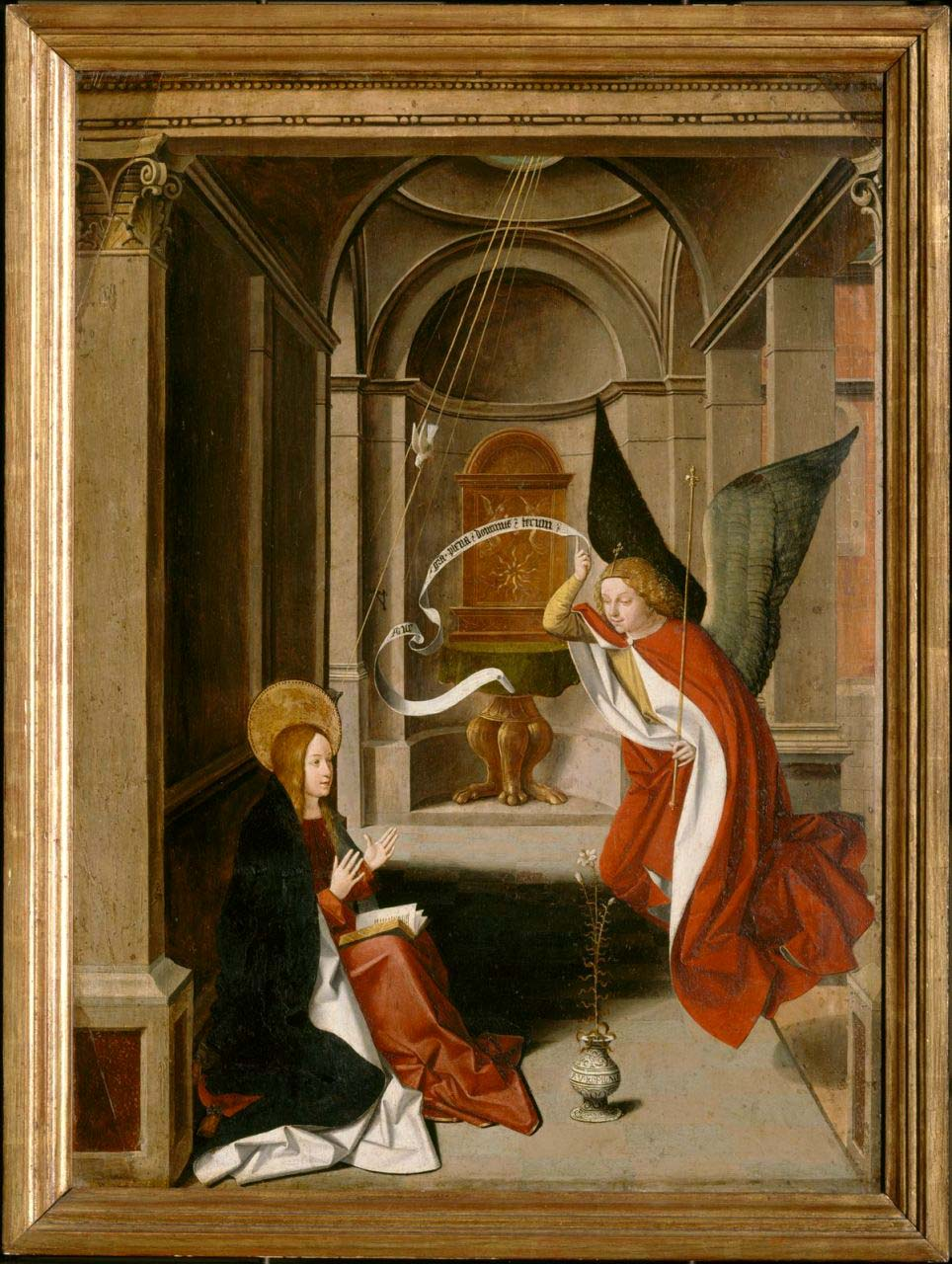
L'Annonciation, XVe siècle – Musée du Petit Palais, Avignon.